# Vellupillai Devadas
Vellupillai Devadas (né le 11 février 1925 à Seremban, en Malaisie britannique et décédé le 31 juillet 2005) est un joueur de hockey sur gazon singapourien. Il a participé au tournoi masculin des Jeux olympiques d'été de 1956.